# 춘천 서상리 삼층석탑
춘천 서상리 삼층석탑(春川 西上里 三層石塔)은 대한민국 강원특별자치도 춘천시에 있는 남북국 시대 신라의 삼층석탑이다. 1971년 12월 16일 강원도의 유형문화재 제16호로 지정되었다.

## 개요
양화사터에 남아 있는 3층 석탑이다. 주변에 절의 흔적은 보이지 않고, 탑만이 홀로 남아 옛 터를 지키고 있다.
기단(基壇) 위에 3층의 탑신(塔身)이 올려진 모습이다. 현재 기단은 아랫부분이 땅속에 묻혀 정확한 형태를 알기 어려우나, 2층 기단이었을 것으로 추정된다. 즉, 윗부분만 드러나 있는 아래층 기단 위에 위층 기단이 놓여 있는데 네 모서리에 새긴 기둥표현과 맨윗돌의 비스듬한 경사면이 먼저 눈에 들어온다. 탑신은 1층에서 높다가 2층부터 급격히 줄어들었다.
2층 이상의 탑신이 너무 급하게 줄어들어 다소 균형을 잃은 듯도 하지만 각 부의 구성이 간결하여 단아한 아름다움을 느끼게 하는 통일신라 후기의 석탑이다.

## 같이 보기
- 삼층석탑

## 참고 자료
- 위키미디어 공용에 춘천 서상리 삼층석탑 관련 미디어 분류가 있습니다.
- 서상리삼층석탑 - 국가유산청 국가유산포털